# Arsames (Satrap Kilikiens)
Arsames (persisch Aršāma, altgriechisch Ἀρσάμης; † 333 v. Chr.) war ein persischer Satrap im 4. vorchristlichen Jahrhundert.
Unter der Herrschaft der Achämeniden amtierte Arsames als Satrap von Kilikien, wohl als Amtsnachfolger des Mazaios. Im Jahr 334 v. Chr. führte er seine Kavallerie auf dem linken persischen Flügel in der Schlacht am Granikos gegen Alexander den Großen. Ihm gelang die Flucht vom Schlachtfeld, er konnte aber dennoch seine Hauptstadt Tarsus nicht rechtzeitig in Verteidigungszustand versetzen, weil das Heer Alexanders schneller als erwartet bis nach Kilikien vorgedrungen war. Arsames floh weiter nach Syrien, wo er sich dem Heer des Großkönigs Dareios III. anschloss. In der Schlacht bei Issos 333 v. Chr. wurde er getötet.
Kilikien fiel an Alexander, der dort den General Balakros zu seinem Satrapen ernannte.